# Battlestar Galactica (sèrie de televisió de 2004)

Galactica, estrella de combat, amb títol original en anglès Battlestar Galactica (també anomenada BSG o Battlestar), és una sèrie de televisió coproduïda per Estats Units, Regne Unit i el Canadà, de ficció militar, i doblada al català. Va ser desenvolupada per Ronald D. Moore com un remake de la sèrie de 1978 creada, també com aquesta, per Glen A. Larson. La sèrie es va estrenar el desembre de 2003 com una minisèrie de tres hores al canal Syfy. A partir del 2004 i oficialment, la sèrie va arrencar formant un conjunt de quatre temporades (més especials i webisodis) acabant el 20 de març de 2009. La sèrie, protagonitzada per Edward James Olmos i Mary McDonnell, va obtenir grans elogis per part de la crítica americana, i va rebre premis com el Premi Peabody i el premi al millor programa de l'any (Program of the Year Award) de l'Associació de Crítics de la Televisió (Television Critics Association) dels EUA, a banda de les nominacions als Emmy pel seu guió i direcció.
Com que és una versió de la "Battlestar Galactica" que es va emetre a finals dels anys 70, hi coincideix en el títol i el plantejament inicial, però a partir d'aquí, té grans i importants diferències en l'argument que han fet que la nova sèrie evolucioni diferentment fent que cada vegada tingui menys a veure amb l'anterior.
D'aquesta sèrie, n'han sortit spin off: el primer és Caprica, de la qual es va emetre una temporada el gener de 2010. A banda d'aquest, hi ha un segon spin-off en preparació, Battlestar Galactica: Blood & Chrome, que actualment està encara en producció.
La sèrie s'emet al Canal 3XL.

## Argument
Pot contenir parts detallades de l'argument
Battlestar Galactica és la continuació de la minisèrie de 2003 que explica la crònica del viatge dels últims éssers humans supervivents de les Dotze Colònies de Kobol després de l'aniquilació nuclear per part dels Cylons. Els supervivents són portats per la presidenta Laura Roslin i el Comandant William Adama en una flota de vaixells on hi ha el vaixell Battlestar Galactica, un antic però potent vaixell de guerra. Perseguits pels Cylons, que volen eliminar les "restes de la raça humana", els supervivents viatgen a través de la galàxia a la recerca de la llegendària i perduda "tretzena" colònia: La Terra. A diferència de la majoria de les sèries situades a l'espai, Battlestar Galactica, no té extraterrestres (els antagonistes són els Cylon, robots fets per l'home), l'armament principal utilitzat per les forces militars són les bales, míssils en lloc de làsers, i la sèrie evita intencionadament el llenguatge tècnic (ja que pot ser difícil de comprendre). A més, la majoria de les històries mostren la lluita de les conseqüències apocalíptiques de la destrucció de les "dotze colònies" en els supervivents, i les decisions morals que han de prendre en valorar el declivi de la raça humana i la seva guerra amb els Cylons. Les històries també reflecteixen els sentiments d'odi i violència produïts pel conflicte humà-Cylon; i la religió, amb la implicació d'un "Déu" en què els seus agents angelicals intervenen en nom dels personatges principals (especialment Gaius Baltar).
Al llarg de les quatre temporades de la sèrie, la guerra entre els humans i els Cylons pren molts girs inesperats. Tot i l'energia als dos bàndols, els Cylons i els humans a poc a poc s'allunyen del seu odi cap als altres. Part d'això es deu al distanciament creixent entre els Cylons humanoides, guiats pel decebut Cylon "Numero U" anomenat "John Cavil". L'obsessió d'en John per amagar l'origen real dels Cylons humanoides condueix a una guerra civil entre els Cylons, amb una part dels robot que s'alien amb els humans.
El final de la sèrie conclou amb un epíleg, 150.000 anys més tard, al Times Square actual de Nova York. Dos "àngels" semblants a Caprica Six i Gaius Baltar. El cicle de violència entre l'home i la màquina es tornarà a repetir una vegada més?

## Episodis
Aquesta sèrie consta de 75 episodis repartits en quatre temporades. A més a més, també se n'han fet 27 webisodis i 2 pel·lícules. També consta d'una minisèrie prèvia: Battlestar Galactica (2003).
Tot aquest material serà emès a Catalunya pel Canal 3XL.

## Premis

### Obtinguts
- 2004: Premis Saturn a la millor presentació de sèrie de televisió (a la minisèrie).
- 2004: Premi VES de la Visual Effects Society als efectes visuals (a la minisèrie).
- 2005: Premi Hugo a la millor representació dramàtica en format curt per l'episodi 33.
- 2005:  Premi Saturn a la millor sèrie de televisió.
- 2005: Top Ten de l'any dels millors programes televisius de l'American Film Institute.
- 2005: Primera posició en la selecció dels millors de l'any del Time Magazine.
- 2006: Premis Saturn a la millor sèrie de televisió per cable.
- 2006: Premis Saturn al millor actor de repartiment a James Callis (Dr Gaius Baltar).
- 2006: Premis Saturn a la millor actriu de repartiment a Katee Sackhoff (Kara Thrace).
- 2006: Premi Peabody.
- 2006: Premi Leo a millor actriu principal per Tricia Helfer (Número 6).
- 2006: Top Ten de l'any dels millors programes televisius de l'American Film Institute.
- 2006: Premi Scream al millor programa de televisió.
- 2006: Premi VES a l'animació de personatges pels centurions Cylon en l'episodi Fragged.
- 2006: Premi Peabody.
- 2007: Premis Saturn a millor sèrie de televisió per cable.
- 2007: Emmy als millors efectes visuals per sèrie per l'episodi Èxode, part 2.
- 2007: Premi RedEye al millor personatge televisiu per Kara Thrace aka Starbuck.
- 2007: Premi VES a les maquetes per l'episodi Resurrection Ship, part 2.
- 2007: Premi VES als efectes visuals per l'episodiExodus.
- 2007: Premi ALMA al millor actor a Edward James Olmos (Almirall William Adama).
- 2008: Emmy als millors efectes visuals per a una sèrie per l'episodiHe That Believeth In Em.
- 2009: Premis Saturn a millor sèrie de televisió per cable, millor actor de TV (Edward James Olmos) i millor actriu de TV (Mary McDonnell).
- 2009: PremisJules Vernea James Callis, Mary McDonnell i Jamie Bamber.

### Candidata
- 2004: Premis Saturn als millor actriu de repartiment a Katee Sackhoff (Kara Thrace) (a la minisèrie).
- 2004: Emmy a millors efectes visuals, edició de so i càmera (a la minisèrie).
- 2004: Premi VES a la millor composició i millors models i miniatures (a la minisèrie).
- 2005: Premi Nébula de guió a Carla Robinson, Bradley Thompson i David Weddle per l'episodi Act of Contrition / You Can't Go Home Again.
- 2005: Emmy a millors efectes visuals per ls episodis 33 i The Hand of God
- 2005: Premi VES al millor personatge animat per l'episodi101
- 2006: Premi Nébula de guió a Michael Taylor per l'episodiUnfinished Business
- 2006: Premi Hugo a la millor representació dramàtica per l'episodiPegasus
- 2006: Premis Saturn a millor edició en DVD per les temporades 1 i 2
- 2006: Premis Saturn a millor actor de repartiment a Jamie Bamber (capità Lee Adama)
- 2006: Emmy a millor vestuari (Lay Down Your Burdens, part 2), so (Scattered) i efectes visuals (Resurrection Ship, Part 2)
- 2006: Premi ALMA al millor actor a Edward James Olmos (Almirall William Adama)
- 2006: Premi VES a l'animació de personatges pels centurions Cylon en l'episodi Valley of Darkness
- 2006: Premi Image al millor actor a Edward James Olmos (Almirall William Adama)
- 2006: Golden Reel a la millor edició de so per l'episodi Flight of the Phoenix
- 2007: Premi del Sindicat de Guionistes dels Estats Units a Ronald D. Moore per l'episodiOccupation / Precipice
- 2007: Premi Hugo a la millor representació dramàtica per l'episodi Downloaded
- 2007: Premis Saturn a millor actor a Edward James Olmos (Almirall William Adama), actriu a Katee Sackhoff (Kara Thrace) i actor de repartiment a James Callis (Dr Gaius Baltar)
- 2007: Premi CSC (Canadian Society of Cinematographers) a millor fotografia per l'episodi Occupation
- 2007: Emmy a millor director (Exodus, Part 2), guionista (Occupation / Precipice) i so (Exodus ", part 2)
- 2007: Premi VES a millor personatge animat (episodiDownloaded) i millor composició (Resurrection Ship, part 2)
- 2007: Golden Reel a la millor edició de so pels episodis Occupation / Precipice i Exodus, part 2